# Los Fayos
Los Fayos település Spanyolországban,  Zaragoza tartományban. Los Fayos Tarazona, Torrellas, Santa Cruz de Moncayo, Vozmediano és Ágreda községekkel határos. Lakosainak száma 133 fő (2024).

## Népesség
A település népessége az utóbbi években az alábbiak szerint változott:
| Lakosok száma | 182  | 175  | 171  | 158  | 152  | 153  | 136  | 139  | 131  | 133  |
|               | 2001 | 2004 | 2007 | 2009 | 2012 | 2014 | 2017 | 2019 | 2022 | 2024 |